# Aspidytidae
Az Aspidytidae a rovarok (Insecta) osztályában a bogarak (Coleoptera) rendjébe, azon belül a ragadozó bogarak (Adephaga) alrendjébe tartozó család.

## Fordítás
- Ez a szócikk részben vagy egészben  az   Aspidytidae című norvég Wikipédia-szócikk fordításán alapul.  Az eredeti cikk szerkesztőit annak laptörténete sorolja fel. Ez a jelzés csupán a megfogalmazás eredetét és a szerzői jogokat jelzi, nem szolgál a cikkben szereplő információk forrásmegjelöléseként.